# Technomyrmex australops
Technomyrmex australops es una especie de hormiga del género Technomyrmex, subfamilia Dolichoderinae. Fue descrita científicamente por Bolton en 2007.
Se distribuye por Australia. Se ha encontrado a elevaciones de hasta 450 metros. Vive debajo de las piedras.